# Bolesław Mieszkowic
Bolesław Mieszkowic (* 1159; † am 13. September 1195 an der Mozgawa) war ein polnischer Herzog von Großpolen. Er entstammte dem Adelsgeschlecht der großpolnischen Piasten.

## Leben
Bolesław war der älteste gemeinsame Sohn von Seniorherzog Mieszko III. von Großpolen († 1202) und Eudoxia von Kiew und der dritte Sohn Mieszkos III.
Zu seinen älteren Halbgeschwistern zählten: 
- Odon
- Stefan
- Wierzchosława Ludmiła
- Elisabeth
- Judith

Zu seinen Geschwistern zählten:
- Mieszko der Jüngere
- Anastasia
- Salomea
- Wladyslaw III. Dünnbein

Von seinem Vater wurde er ab 1173 als dessen Nachfolger behandelt, was die Missgunst seiner älteren Halbbrüder hervorrief. Zwischen 1177 und 1179 musste er aufgrund einer Rebellion zusammen mit seinen Eltern und Geschwistern aus Polen fliehen. Doch bereits 1181 konnte sein Vater wieder die Macht in Posen festigen. Als sein Vater 1191 Krakau besetzte, setzte er ihn oder seinen Bruder Mieszko den Jüngeren als Regenten ein. Kasimir II. gelang jedoch zeitnah die Rückeroberung Krakaus und der von Mieszko III. eingesetzte Regent wurde kurzzeitig inhaftiert. Nach dem Tod Kasimirs II. 1194 besetzte Mieszko III. mit Bolesław Krakau, das zu dieser Zeit von Konrad von Masowien für Leszek I. verteidigt wurde. Ein Jahr später fiel Bolesław in der Schlacht an der Mozgawa gegen Leszek I. Er wurde wahrscheinlich neben seinem Bruder Mieszko dem Jüngeren in der Stiftskirche St. Paul in Kalisz beigesetzt.

## Ehe und Familie
Bolesław heiratete Dobroslawa von Schlawe, mit der er drei Kinder hatte:
- Wierzchosława Bolesławówna
- Audacia Margarethe
- eine namentlich nicht bekannte Tochter, Ehefrau von Jaksa von Gützkow.